# Otjecanje
Otjecanje se odnosi na pojavu u hidrologiji odvodnje s površine tla. Ono je suprotno pojavi infiltracije. Otjecanje se događa kad je tlo infiltrirano do punog kapaciteta, a višak vode od kiše, otopljene vode, ili drugih izvora teče iznad zemlje. To je glavna komponenta hidrološkog ciklusa.
Otjecanje je jedan od pobuđivača erozije: voda tekući nosi čestice sa sobom više ili manje velike ovisno o količini kretanja vode i nagiba, koje mogu imati abrazivni utjecaj na zemljište podložno otjecanju.
Otjecanje je također pojava koju je potrebno uzeti u obzir pri urbanističkom planiranju, jer je vodootpornog raširenost tla (ceste, parkirališta, naseljena mjesta, itd.) povećava otjecanje na štetu infiltracije, što može dovesti do bujica i povećava rizik od zasićenja kolektora i poplava nizvodno.
Otjecanje je faktor pogoršanja zagađenja vezan za poljoprivredu: gnojiva i proizvodi drugih tretmana, isprali su se u rijeke i mora, a nisu ostali na mjestu aplikacije.